# سانت أغاتا لي باتياتي
سانت أغاتا لي باتياتي (بالإيطالية: Sant'Agata li Battiati)‏ هي بلدة تقع في مقاطعة كاتانيا في صقلية في إيطاليا .

## السكان
في سنة 1861 بلغ عدد السكان 519 نسمة، وتطور العدد ليصل في سنة 2011 لـ 9٬829 نسمة.
يظهر هذا المخطط البياني تطور النمو السكاني لـ سانت أغاتا لي باتياتي